# Reißfaser
Reißfasern sind textile Sekundärfasern, die durch Reißen (Zerreißen)  von Textilabfällen (textilen Produktionsabfällen und Alttextilien) gewonnen  werden. Produktionsabfälle entstehen entlang der gesamten technologischen Herstellungskette von Textilien. Ihre  Zusammensetzung  ist in der Regel  bekannt und  meist sortenrein erfassbar. Alttextilien (gebrauchte Textilien) fallen überwiegend in privaten Haushalten, aber auch im kommunalen Bereich und Dienstleistungsbereich an. Sie werden  nach ihrer Beschaffenheit sortiert, wozu Kriterien wie z. B. Faserstoffart, Farbe und Struktur (Gewebe, Gestrick, Vliesstoff) herangezogen werden. Da der manuelle Aufwand sehr hoch ist,  hat  man im Rahmen des von der EU geförderten RESYNTEX-Projekts eine automatisierte und skalierbare Sortieranlage zur Trennung von Altkleidern entwickelt, die 2022 in Betrieb genommen wurde. Für die Auflösung der Struktur von Textilabfällen in die zu seiner Herstellung verwendeten  textilen Einzelbestandteile Fasern und Fäden dient das mechanische Verfahren des Reißens.
Die Aufbereitung von Kleidungsstücken bedarf einer Abtrennung von nicht textilen Bestandteilen wie Knöpfen und  metallischen Teilen, wofür in den Reißanlagen zur Erkennung  Metalldetektoren eingesetzt werden. Oft wird zur weiteren Aufbereitung der Textilabfälle auf diese ein Schmälzmittel aufgebracht, um sie gegen mechanische Beanspruchungen widerstandsfähiger zu machen und damit eine größere Länge der Reißfasern zu bewirken. Dem Reißprozess sind häufig Schneidprozesse vorgeschaltet, um eine gleichmäßigere Abmessung der Abfallstückgröße zu erreichen, wozu am häufigsten Rotationsschneidmaschinen eingesetzt werden. Die grob vorzerkleinerten Abfallfallstücke werden über ein klemmend wirkendes Einzugssystem einer mit Stiften rotierenden Trommel, dem Reißtambour, zugeführt, wo die Struktur der Textilabfallstücke unter Einwirkung einer Zugbeanspruchung aufgelöst wird. Meistens sind mehrere aufeinanderfolgende  Reißeinheiten notwendig, wobei  die Stifte in den aufeinander folgenden Tambouren feiner werden.  Außerdem kommen  in Abhängigkeit von dem zu reißenden Material verschiedene Stiftquerschnitte und Stiftlängen zum Einsatz.
Beim Reißprozess werden die Fasern physikalisch geschädigt, so dass ihre mechanischen Eigenschaften nicht mehr den verwendeten Primärfasern entsprechen. Der Faserstapel enthält einen hohen Anteil an Kurzfasern, meist eine Fasermischung aus verschiedenen Polymeren,  Reste von Textilschnitzeln und Garnen sowie Staub enthält. Die Reißfasern  können im Bereich der Streichgarnspinnerei (Oberbekleidungsgarne, Teppichgarne), aber weitaus bedeutender zur Vliesstoffherstellung eingesetzt werden,  wie z. B. für Mobiltextilien und Bautextilien, wo sie hauptsächlich für die Isolation und Abdeckung dienen. Anwendungsgebiete sind auch im Bereich der Agrartextilien und der  Geotextilien, aber auch in der Polster- und Matratzenindustrie sowie für textile Zweitrücken von Fußbodenbelägen.